# Феминаморта (Бриндизи)
Феминаморта (итал. Femminamorta) је насеље у Италији у округу Бриндизи, региону Апулија.
Према процени из 2011. у насељу је живело 15 становника. Насеље се налази на надморској висини од 354 м.